# Севенард, Юрий Константинович
Ю́рий Константи́нович Севена́рд (29 июня 1935, Восточно-Казахстанская область — 23 июня 2021) — советский и российский гидростроитель, депутат Государственной думы Российской Федерации 1—2-го созывов.

## Биография
Родился 29 июня 1935 года в посёлке Малая Ульба ныне Глубоковского района Восточно-Казахстанской области, где его отец, гидростроитель Константин Владимирович Севенард (1906—2005), участвовал в строительстве высокогорной Ульбинской ГЭС. Константин Севенард являлся потомком известной когда-то на севере Франции династии маркизов, которые обосновались в России в XIX веке. Его женой стала Цели́на Иосифовна Кшесинская (1911—1959), племянница знаменитой русской балерины Матильды Кшесинской. Кроме Юрия, в их семье были ещё двое детей: Лидия и Фёдор (род. 1951).

### Профессиональная карьера
В 1958 году окончил Московский инженерно-строительный институт им. В. В. Куйбышева, получив квалификацию инженера-гидротехника. Поскольку молодой специалист защитил дипломную работу по проектированию Красноярской гидроэлектростанции, он оказался распределённым прорабом в Дивногорск на строительство именно этой ГЭС. Главным инженером строительства был его отец К. В. Севенард. К 1966 году прошёл ступени мастера (механика), прораба, старшего прораба, начальника участка, заместителя начальника управления строительства Красноярской ГЭС.
В 1966 году был командирован в Объединённую Арабскую Республику (Египет) руководителем работ по строительству Асуанского гидроузла на реке Нил.
Вернувшись в 1969 году в Советский Союз, занял должность начальника строительства Нурекской ГЭС на реке Вахш в Таджикистане.
В апреле 1980 года по представлению министра энергетики и электрификации СССР П. С. Непорожнего назначен начальником строительства и генеральным директором производственного строительно-монтажного объединения «Ленгидроэнергоспецстрой». Перед объединением была поставлена уникальная задача — строительство комплекса защитных сооружений Ленинграда от наводнений.
Обладал правом, закреплённым в специальном постановлении, брать специалистов из любых регионов. Ленинград по решению обкома дал стройке 900 человек. Приезжало много студенческих отрядов. Темп работ требовал людских ресурсов. Но не обошлось и без серьёзных проблем: на первых порах не хватало квартир. Однажды на свой страх и риск Ю. Севенард выдал ордера рабочим, которым они полагались. Городские власти о заселении домов не знали, и за это ему был объявлен строгий выговор.
С конца 1980-х годов строительство комплекса стало резко тормозиться из-за смены руководства министерства, ухудшения финансирования проекта, а также разгоревшихся среди политиков и СМИ дискуссий и протестов общественности, опасавшейся отрицательных экологических последствий возведения «дамбы» и выдвигавшей требования вплоть до разрушения того, что уже было построено. Фигура самого Ю. Севенарда превратилась в объект разного рода обвинений, как политических, так и криминальных. Только в 1993 году на заседаниях Ленсовета 11 раз ставился вопрос о лишении его депутатского мандата.
Избравшись в 1993 году в Государственную думу РФ I созыва, сложил с себя полномочия руководителя строительства. Однако глава правительства В. С. Черномырдин подписал постановление о том, что назначает Ю. Севенарда генеральным директором предприятия. Таким образом, депутат Госдумы на законных основаниях совмещал парламентскую деятельность с должностными обязанностями и, не получая зарплату, нёс всю ответственность за то, что происходило на стройке. Окончательно Ю. К. Севенард ушёл с поста директора ЛенГЭСС в октябре 2001 года.
Комплекс защитных сооружений, окончательно введённый в строй в 2011 году, фактически на три четверти был построен при его руководстве.

### Политическая деятельность
Член КПСС в 1963—1991 годах, затем член КПРФ. В период работы в Средней Азии избирался членом бюро Нурекского горкома Компартии Таджикистана и членом ревизионной комиссии ЦК КПТ. В Ленинграде избирался членом Ленинградского обкома КПСС.
В перестроечные годы продолжил заниматься политической деятельностью. В 1990 году был избран депутатом Ленинградского городского Совета народных депутатов, которым оставался вплоть до его роспуска в декабре 1993 года.
В июне 1991 года баллотировался на пост мэра Ленинграда. Набрал на этих выборах 25,72 % (631 367 голосов) и уступил А. А. Собчаку. Во время предвыборной борьбы в одном из интервью назвал А. А. Собчака «делопутом», не способным организовать даже элементарное практическое дело, а не то что руководить огромным городским хозяйством и решать проблемы жителей.
В декабре 1993 года избран депутатом Государственной думы 1-го созыва по федеральному списку Коммунистической партии Российской Федерации. С января 1994 по декабрь 1995 года был первым заместителем председателя Комитета Госдумы по промышленности, строительству, транспорту и энергетике. На этой должности пытался спасти стройку в Невской губе, но безуспешно. Против него было возбуждено два уголовных дела. Первое в связи с тем, что он продал в Финляндию пять самоходных барж, чтобы получить возможность выплатить коллективу стройки зарплату. Второе — из-за якобы имевших место формальных нарушений в контрактах с финскими партнёрами. Следственные действия и суды шли восемь месяцев. Оба дела были прекращены: в первом не нашли состава преступления, во втором — самого события преступления.
В декабре 1995 года снова участвовал в думских выборах и был вновь избран в Госдуму II созыва по общефедеральному списку КПРФ (в Невско-Балтийской региональной группе). В 1995—1999 годах был заместителем председателя Комитета Госдумы по промышленности, строительству, транспорту и энергетике.
В мае 1996 года участвовал в выборах губернатора Санкт-Петербурга, в первом туре набрал 10 % голосов и занял 4-е место.
В 1997 году вошёл в состав Межведомственного совета по вопросам архитектуры, строительства и жилищно-коммунального хозяйства.
В сентябре 1999 года вновь был выдвинут кандидатом в депутаты Государственной думы 3-го созыва от КПРФ по Волховскому одномандатному избирательному округу № 98 (Ленинградская область), но на этот раз избран не был. Через несколько месяцев, в январе 2000 года, выдвигался кандидатом по Всеволожскому одномандатному избирательному округу № 99 (Ленинградская область) на повторных выборах 26 марта 2000 года, но так же безуспешно.
В 2002 году против него возбуждалось ещё одно уголовное дело — о нецелевом использовании бюджетных средств, также закрытое впоследствии.
В 2003 году выдвинулся (самовыдвижение) кандидатом в депутаты Государственной думы 4-го созыва по Адмиралтейскому одномандатному избирательному округу № 206 (город Санкт-Петербург), вновь не был избран.
Член ЦИК КПРФ в 1993—1995 годах, член ЦК КПРФ в 1995—1997 годах и с 1997 года. Член Московского горкома КПРФ.

### Научные труды
В 1990 году защитил докторскую диссертацию по теме «Эффективные методы возведения земляных плотин».
Имеет 15 изобретений, оформленных авторскими свидетельствами. Его научные работы и изобретения нашли широкое применение в гидротехническом строительстве.
Автор книги «Преодоление. Правда о „Дамбе“» (2003).

## Последние годы
В последние годы, несмотря на возраст, Ю. К. Севенард, живший в Москве, продолжал трудиться по своей основной специальности. Был президентом ЗАО «Комплексная гидростроительная компания „Севенард“», техническим директором в одном из подразделений холдинга «РусГидро» — ОАО «Энергостроительный комплекс ЕЭС», руководил строительством ещё нескольких ГЭС.
В конце июня 2021 года был госпитализирован в больницу подмосковного города Одинцова с диагнозом коронавирусная инфекция. Скончался в больнице 23 июня на 86-м году жизни. Похоронен рядом с родителями в городе Заволжье Нижегородской области.

## Семья
Был женат, двое сыновей: Андрей (род. 1958), бизнесмен, занимающийся строительными материалами; Константин (род. 1967), российский политический деятель, руководитель строительной организации, писатель, избирался в Законодательное собрание Петербурга и в Государственную думу III созыва. Внучка — российская балерина Элеонора Константиновна Севенард.

## Награды
- орден Ленина (11.04.1980) — за успехи, достигнутые при строительстве Нурекской ГЭС
- орден Трудового Красного Знамени
- орден «Знак Почёта»